# Línea 622 (Interurbanos Madrid)
La línea 622 de la red de autobuses interurbanos de Madrid une el intercambiador de Moncloa con Las Rozas y Las Matas.

## Características
Esta línea une Madrid con Las Rozas y Las Matas, en un trayecto de 40 minutos de duración entre cabeceras. Dispone de expediciones exprés, sin paradas desde la estación de Pinar de Las Rozas hasta Moncloa y viceversa.
Circula por el carril Bus-VAO de la A-6 mientras esté abierto.
La línea no mantiene los mismos horarios todo el año, desde el 16 de julio al 31 de agosto se reducen el número de expediciones de lunes a sábados laborables (domingos y festivos tienen los mismos horarios todo el año), además de los días excepcionales vísperas de festivo y festivos de Navidad en los que los horarios también cambian y se reducen.
Está operada por la empresa Auto Periferia mediante la concesión administrativa VCM-602 - Madrid – Las Rozas – Villanueva de la Cañada – Quijorna (Viajeros Comunidad de Madrid) del Consorcio Regional de Transportes de Madrid.

## Horarios

### 1 septiembre - 15 julio
| Lunes a viernes laborables                        |                                     |                                     |                                     |                                     |                                     |                                     |                                     |                                     |                                     |                                     |                                     |                                     |                                     |                                     |                                     |                                     |                                     |                                     |                                     |                                     |                                     |                                     |                                     |                                     |                                     |                                     |                                     |                                     |                                     |                                     |                                     |                                     |                                     |                                     |                                     |                                     |                                     |                                     |                                     |                                     |                                     |                                     |                                     |                                     |                                     |                                     |
| Madrid (Moncloa) > Las Matas                      | Madrid (Moncloa) > Las Matas        | Madrid (Moncloa) > Las Matas        | Madrid (Moncloa) > Las Matas        | Madrid (Moncloa) > Las Matas        | Madrid (Moncloa) > Las Matas        | Madrid (Moncloa) > Las Matas        | Madrid (Moncloa) > Las Matas        | Madrid (Moncloa) > Las Matas        | Madrid (Moncloa) > Las Matas        | Madrid (Moncloa) > Las Matas        | Madrid (Moncloa) > Las Matas        | Madrid (Moncloa) > Las Matas        | Madrid (Moncloa) > Las Matas        | Madrid (Moncloa) > Las Matas        | Madrid (Moncloa) > Las Matas        | Madrid (Moncloa) > Las Matas        | Madrid (Moncloa) > Las Matas        | Madrid (Moncloa) > Las Matas        | Madrid (Moncloa) > Las Matas        | Madrid (Moncloa) > Las Matas        | Madrid (Moncloa) > Las Matas        | Madrid (Moncloa) > Las Matas        | Madrid (Moncloa) > Las Matas        | Las Matas > Madrid (Moncloa)        | Las Matas > Madrid (Moncloa)        | Las Matas > Madrid (Moncloa)        | Las Matas > Madrid (Moncloa)        | Las Matas > Madrid (Moncloa)        | Las Matas > Madrid (Moncloa)        | Las Matas > Madrid (Moncloa)        | Las Matas > Madrid (Moncloa)        | Las Matas > Madrid (Moncloa)        | Las Matas > Madrid (Moncloa)        | Las Matas > Madrid (Moncloa)        | Las Matas > Madrid (Moncloa)        | Las Matas > Madrid (Moncloa)        | Las Matas > Madrid (Moncloa)        | Las Matas > Madrid (Moncloa)        | Las Matas > Madrid (Moncloa)        | Las Matas > Madrid (Moncloa)        | Las Matas > Madrid (Moncloa)        | Las Matas > Madrid (Moncloa)        | Las Matas > Madrid (Moncloa)        | Las Matas > Madrid (Moncloa)        | Las Matas > Madrid (Moncloa)        | Las Matas > Madrid (Moncloa)        |
| 06                                                | 07                                  | 08                                  | 09                                  | 10                                  | 11                                  | 12                                  | 13                                  | 14                                  | 15                                  | 16                                  | 17                                  | 18                                  | 19                                  | 20                                  | 21                                  | 22                                  | 23                                  |                                     |                                     |                                     |                                     |                                     |                                     | 06                                  | 07                                  | 08                                  | 09                                  | 10                                  | 11                                  | 12                                  | 13                                  | 14                                  | 15                                  | 16                                  | 17                                  | 18                                  | 19                                  | 20                                  | 21                                  | 22                                  |                                     |                                     |                                     |                                     |                                     |                                     |
| 05 20                                             | 05 20                               | 05 20                               | 05 25                               | 05 25                               | 05 25                               | 05 25                               | 05 25                               | 05 25                               | 05 25                               | 05 25                               | 05 25                               | 00 30                               | 05 25                               | 05 25                               | 05 25                               | 05 25                               | 05 25                               | 25                                  | 00 30                               | 00 30                               | 00 30                               | 00 30                               | 00 30                               | 00 30                               | 00 30                               | 00 30                               | 00 30                               | 00 30                               | 00 30                               | 00 30                               | 00 30                               | 00 30                               | 00 30                               | 00 30                               |                                     |                                     |                                     |                                     |                                     |                                     |                                     |                                     |                                     |                                     |                                     |                                     |
| Sábados laborables                                |                                     |                                     |                                     |                                     |                                     |                                     |                                     |                                     |                                     |                                     |                                     |                                     |                                     |                                     |                                     |                                     |                                     |                                     |                                     |                                     |                                     |                                     |                                     |                                     |                                     |                                     |                                     |                                     |                                     |                                     |                                     |                                     |                                     |                                     |                                     |                                     |                                     |                                     |                                     |                                     |                                     |                                     |                                     |                                     |                                     |                                     |
| Madrid (Moncloa) > Las Matas                      | Madrid (Moncloa) > Las Matas        | Madrid (Moncloa) > Las Matas        | Madrid (Moncloa) > Las Matas        | Madrid (Moncloa) > Las Matas        | Madrid (Moncloa) > Las Matas        | Madrid (Moncloa) > Las Matas        | Madrid (Moncloa) > Las Matas        | Madrid (Moncloa) > Las Matas        | Madrid (Moncloa) > Las Matas        | Madrid (Moncloa) > Las Matas        | Madrid (Moncloa) > Las Matas        | Madrid (Moncloa) > Las Matas        | Madrid (Moncloa) > Las Matas        | Madrid (Moncloa) > Las Matas        | Madrid (Moncloa) > Las Matas        | Madrid (Moncloa) > Las Matas        | Madrid (Moncloa) > Las Matas        | Madrid (Moncloa) > Las Matas        | Madrid (Moncloa) > Las Matas        | Madrid (Moncloa) > Las Matas        | Madrid (Moncloa) > Las Matas        | Madrid (Moncloa) > Las Matas        | Madrid (Moncloa) > Las Matas        | Las Matas > Madrid (Moncloa)        | Las Matas > Madrid (Moncloa)        | Las Matas > Madrid (Moncloa)        | Las Matas > Madrid (Moncloa)        | Las Matas > Madrid (Moncloa)        | Las Matas > Madrid (Moncloa)        | Las Matas > Madrid (Moncloa)        | Las Matas > Madrid (Moncloa)        | Las Matas > Madrid (Moncloa)        | Las Matas > Madrid (Moncloa)        | Las Matas > Madrid (Moncloa)        | Las Matas > Madrid (Moncloa)        | Las Matas > Madrid (Moncloa)        | Las Matas > Madrid (Moncloa)        | Las Matas > Madrid (Moncloa)        | Las Matas > Madrid (Moncloa)        | Las Matas > Madrid (Moncloa)        | Las Matas > Madrid (Moncloa)        | Las Matas > Madrid (Moncloa)        | Las Matas > Madrid (Moncloa)        | Las Matas > Madrid (Moncloa)        | Las Matas > Madrid (Moncloa)        | Las Matas > Madrid (Moncloa)        |
| De 07:00 a 23:30 cada 30-45 minutos               | De 07:00 a 23:30 cada 30-45 minutos | De 07:00 a 23:30 cada 30-45 minutos | De 07:00 a 23:30 cada 30-45 minutos | De 07:00 a 23:30 cada 30-45 minutos | De 07:00 a 23:30 cada 30-45 minutos | De 07:00 a 23:30 cada 30-45 minutos | De 07:00 a 23:30 cada 30-45 minutos | De 07:00 a 23:30 cada 30-45 minutos | De 07:00 a 23:30 cada 30-45 minutos | De 07:00 a 23:30 cada 30-45 minutos | De 07:00 a 23:30 cada 30-45 minutos | De 07:00 a 23:30 cada 30-45 minutos | De 07:00 a 23:30 cada 30-45 minutos | De 07:00 a 23:30 cada 30-45 minutos | De 07:00 a 23:30 cada 30-45 minutos | De 07:00 a 23:30 cada 30-45 minutos | De 07:00 a 23:30 cada 30-45 minutos | De 07:00 a 23:30 cada 30-45 minutos | De 07:00 a 23:30 cada 30-45 minutos | De 07:00 a 23:30 cada 30-45 minutos | De 07:00 a 23:30 cada 30-45 minutos | De 07:00 a 23:30 cada 30-45 minutos | De 07:00 a 23:30 cada 30-45 minutos | De 06:50 a 22:30 cada 30-40 minutos | De 06:50 a 22:30 cada 30-40 minutos | De 06:50 a 22:30 cada 30-40 minutos | De 06:50 a 22:30 cada 30-40 minutos | De 06:50 a 22:30 cada 30-40 minutos | De 06:50 a 22:30 cada 30-40 minutos | De 06:50 a 22:30 cada 30-40 minutos | De 06:50 a 22:30 cada 30-40 minutos | De 06:50 a 22:30 cada 30-40 minutos | De 06:50 a 22:30 cada 30-40 minutos | De 06:50 a 22:30 cada 30-40 minutos | De 06:50 a 22:30 cada 30-40 minutos | De 06:50 a 22:30 cada 30-40 minutos | De 06:50 a 22:30 cada 30-40 minutos | De 06:50 a 22:30 cada 30-40 minutos | De 06:50 a 22:30 cada 30-40 minutos | De 06:50 a 22:30 cada 30-40 minutos | De 06:50 a 22:30 cada 30-40 minutos | De 06:50 a 22:30 cada 30-40 minutos | De 06:50 a 22:30 cada 30-40 minutos | De 06:50 a 22:30 cada 30-40 minutos | De 06:50 a 22:30 cada 30-40 minutos | De 06:50 a 22:30 cada 30-40 minutos |
| Domingos y festivos                               |                                     |                                     |                                     |                                     |                                     |                                     |                                     |                                     |                                     |                                     |                                     |                                     |                                     |                                     |                                     |                                     |                                     |                                     |                                     |                                     |                                     |                                     |                                     |                                     |                                     |                                     |                                     |                                     |                                     |                                     |                                     |                                     |                                     |                                     |                                     |                                     |                                     |                                     |                                     |                                     |                                     |                                     |                                     |                                     |                                     |                                     |
| Madrid (Moncloa) > Las Matas                      | Madrid (Moncloa) > Las Matas        | Madrid (Moncloa) > Las Matas        | Madrid (Moncloa) > Las Matas        | Madrid (Moncloa) > Las Matas        | Madrid (Moncloa) > Las Matas        | Madrid (Moncloa) > Las Matas        | Madrid (Moncloa) > Las Matas        | Madrid (Moncloa) > Las Matas        | Madrid (Moncloa) > Las Matas        | Madrid (Moncloa) > Las Matas        | Madrid (Moncloa) > Las Matas        | Madrid (Moncloa) > Las Matas        | Madrid (Moncloa) > Las Matas        | Madrid (Moncloa) > Las Matas        | Madrid (Moncloa) > Las Matas        | Madrid (Moncloa) > Las Matas        | Madrid (Moncloa) > Las Matas        | Madrid (Moncloa) > Las Matas        | Madrid (Moncloa) > Las Matas        | Madrid (Moncloa) > Las Matas        | Madrid (Moncloa) > Las Matas        | Madrid (Moncloa) > Las Matas        | Madrid (Moncloa) > Las Matas        | Las Matas > Madrid (Moncloa)        | Las Matas > Madrid (Moncloa)        | Las Matas > Madrid (Moncloa)        | Las Matas > Madrid (Moncloa)        | Las Matas > Madrid (Moncloa)        | Las Matas > Madrid (Moncloa)        | Las Matas > Madrid (Moncloa)        | Las Matas > Madrid (Moncloa)        | Las Matas > Madrid (Moncloa)        | Las Matas > Madrid (Moncloa)        | Las Matas > Madrid (Moncloa)        | Las Matas > Madrid (Moncloa)        | Las Matas > Madrid (Moncloa)        | Las Matas > Madrid (Moncloa)        | Las Matas > Madrid (Moncloa)        | Las Matas > Madrid (Moncloa)        | Las Matas > Madrid (Moncloa)        | Las Matas > Madrid (Moncloa)        | Las Matas > Madrid (Moncloa)        | Las Matas > Madrid (Moncloa)        | Las Matas > Madrid (Moncloa)        | Las Matas > Madrid (Moncloa)        | Las Matas > Madrid (Moncloa)        |
| 06                                                | 07                                  | 08                                  | 09                                  | 10                                  | 11                                  | 12                                  | 13                                  | 14                                  | 15                                  | 16                                  | 17                                  | 18                                  | 19                                  | 20                                  | 21                                  | 22                                  | 23                                  |                                     |                                     |                                     |                                     |                                     |                                     | 06                                  | 07                                  | 08                                  | 09                                  | 10                                  | 11                                  | 12                                  | 13                                  | 14                                  | 15                                  | 16                                  | 17                                  | 18                                  | 19                                  | 20                                  | 21                                  | 22                                  |                                     |                                     |                                     |                                     |                                     |                                     |
|                                                   |                                     | 30                                  | 35                                  | 25                                  | 30                                  | 25                                  | 30                                  | 30                                  | 35                                  | 30                                  | 15 55                               | 35                                  | 15                                  | 00 35                               | 15                                  | 15                                  | 18                                  |                                     | 30                                  | 30                                  | 30                                  | 30                                  | 30                                  | 30                                  | 30                                  | 30                                  | 30                                  | 15 55                               | 35                                  | 15 55                               | 35                                  | 15                                  | 15                                  | 15                                  |                                     |                                     |                                     |                                     |                                     |                                     |                                     |                                     |                                     |                                     |                                     |                                     |
| Noches de viernes, sábados y vísperas de festivos |                                     |                                     |                                     |                                     |                                     |                                     |                                     |                                     |                                     |                                     |                                     |                                     |                                     |                                     |                                     |                                     |                                     |                                     |                                     |                                     |                                     |                                     |                                     |                                     |                                     |                                     |                                     |                                     |                                     |                                     |                                     |                                     |                                     |                                     |                                     |                                     |                                     |                                     |                                     |                                     |                                     |                                     |                                     |                                     |                                     |                                     |
| Madrid (Moncloa) > Las Matas                      | Madrid (Moncloa) > Las Matas        | Madrid (Moncloa) > Las Matas        | Madrid (Moncloa) > Las Matas        | Madrid (Moncloa) > Las Matas        | Madrid (Moncloa) > Las Matas        | Madrid (Moncloa) > Las Matas        | Madrid (Moncloa) > Las Matas        | Madrid (Moncloa) > Las Matas        | Madrid (Moncloa) > Las Matas        | Madrid (Moncloa) > Las Matas        | Madrid (Moncloa) > Las Matas        | Madrid (Moncloa) > Las Matas        | Madrid (Moncloa) > Las Matas        | Madrid (Moncloa) > Las Matas        | Madrid (Moncloa) > Las Matas        | Madrid (Moncloa) > Las Matas        | Madrid (Moncloa) > Las Matas        | Madrid (Moncloa) > Las Matas        | Madrid (Moncloa) > Las Matas        | Madrid (Moncloa) > Las Matas        | Madrid (Moncloa) > Las Matas        | Madrid (Moncloa) > Las Matas        | Madrid (Moncloa) > Las Matas        | Las Matas > Madrid (Moncloa)        | Las Matas > Madrid (Moncloa)        | Las Matas > Madrid (Moncloa)        | Las Matas > Madrid (Moncloa)        | Las Matas > Madrid (Moncloa)        | Las Matas > Madrid (Moncloa)        | Las Matas > Madrid (Moncloa)        | Las Matas > Madrid (Moncloa)        | Las Matas > Madrid (Moncloa)        | Las Matas > Madrid (Moncloa)        | Las Matas > Madrid (Moncloa)        | Las Matas > Madrid (Moncloa)        | Las Matas > Madrid (Moncloa)        | Las Matas > Madrid (Moncloa)        | Las Matas > Madrid (Moncloa)        | Las Matas > Madrid (Moncloa)        | Las Matas > Madrid (Moncloa)        | Las Matas > Madrid (Moncloa)        | Las Matas > Madrid (Moncloa)        | Las Matas > Madrid (Moncloa)        | Las Matas > Madrid (Moncloa)        | Las Matas > Madrid (Moncloa)        | Las Matas > Madrid (Moncloa)        |
|                                                   |                                     |                                     |                                     |                                     |                                     |                                     |                                     |                                     |                                     |                                     |                                     |                                     |                                     |                                     |                                     |                                     |                                     |                                     | 01                                  | 02                                  | 03                                  | 04                                  | 05                                  |                                     |                                     |                                     |                                     |                                     |                                     |                                     |                                     |                                     |                                     |                                     |                                     |                                     |                                     |                                     |                                     |                                     |                                     | 00                                  | 01                                  | 02                                  | 03                                  | 04                                  |
| 30                                                |                                     | 30                                  |                                     | 30                                  | 30                                  |                                     | 30                                  |                                     | 30                                  |                                     |                                     |                                     |                                     |                                     |                                     |                                     |                                     |                                     |                                     |                                     |                                     |                                     |                                     |                                     |                                     |                                     |                                     |                                     |                                     |                                     |                                     |                                     |                                     |                                     |                                     |                                     |                                     |                                     |                                     |                                     |                                     |                                     |                                     |                                     |                                     |                                     |

### 16 julio - 31 agosto
| Lunes a viernes laborables                        |                                     |                                     |                                     |                                     |                                     |                                     |                                     |                                     |                                     |                                     |                                     |                                     |                                     |                                     |                                     |                                     |                                     |                                     |                                     |                                     |                                     |                                     |                                     |                                     |                                     |                                     |                                     |                                     |                                     |                                     |                                     |                                     |                                     |                                     |                                     |                                     |                                     |                                     |                                     |                                     |                                     |                                     |                                     |                                     |                                     |                                     |
| Madrid (Moncloa) > Las Matas                      | Madrid (Moncloa) > Las Matas        | Madrid (Moncloa) > Las Matas        | Madrid (Moncloa) > Las Matas        | Madrid (Moncloa) > Las Matas        | Madrid (Moncloa) > Las Matas        | Madrid (Moncloa) > Las Matas        | Madrid (Moncloa) > Las Matas        | Madrid (Moncloa) > Las Matas        | Madrid (Moncloa) > Las Matas        | Madrid (Moncloa) > Las Matas        | Madrid (Moncloa) > Las Matas        | Madrid (Moncloa) > Las Matas        | Madrid (Moncloa) > Las Matas        | Madrid (Moncloa) > Las Matas        | Madrid (Moncloa) > Las Matas        | Madrid (Moncloa) > Las Matas        | Madrid (Moncloa) > Las Matas        | Madrid (Moncloa) > Las Matas        | Madrid (Moncloa) > Las Matas        | Madrid (Moncloa) > Las Matas        | Madrid (Moncloa) > Las Matas        | Madrid (Moncloa) > Las Matas        | Madrid (Moncloa) > Las Matas        | Las Matas > Madrid (Moncloa)        | Las Matas > Madrid (Moncloa)        | Las Matas > Madrid (Moncloa)        | Las Matas > Madrid (Moncloa)        | Las Matas > Madrid (Moncloa)        | Las Matas > Madrid (Moncloa)        | Las Matas > Madrid (Moncloa)        | Las Matas > Madrid (Moncloa)        | Las Matas > Madrid (Moncloa)        | Las Matas > Madrid (Moncloa)        | Las Matas > Madrid (Moncloa)        | Las Matas > Madrid (Moncloa)        | Las Matas > Madrid (Moncloa)        | Las Matas > Madrid (Moncloa)        | Las Matas > Madrid (Moncloa)        | Las Matas > Madrid (Moncloa)        | Las Matas > Madrid (Moncloa)        | Las Matas > Madrid (Moncloa)        | Las Matas > Madrid (Moncloa)        | Las Matas > Madrid (Moncloa)        | Las Matas > Madrid (Moncloa)        | Las Matas > Madrid (Moncloa)        | Las Matas > Madrid (Moncloa)        |
| 06                                                | 07                                  | 08                                  | 09                                  | 10                                  | 11                                  | 12                                  | 13                                  | 14                                  | 15                                  | 16                                  | 17                                  | 18                                  | 19                                  | 20                                  | 21                                  | 22                                  | 23                                  |                                     |                                     |                                     |                                     |                                     |                                     | 06                                  | 07                                  | 08                                  | 09                                  | 10                                  | 11                                  | 12                                  | 13                                  | 14                                  | 15                                  | 16                                  | 17                                  | 18                                  | 19                                  | 20                                  | 21                                  | 22                                  |                                     |                                     |                                     |                                     |                                     |                                     |
| 55                                                | 35 55                               | 40                                  | 05 40                               | 10 50                               | 22 55                               | 25                                  | 05 35                               | 05 40                               | 10 40                               | 20 55                               | 25                                  | 00 35                               | 10 35                               | 05 40                               | 20 50                               | 22 55                               | 25                                  | 25 58                               | 31                                  | 04 37                               | 10 43                               | 16 49                               | 22 55                               | 28                                  | 01 34                               | 07 40                               | 13 46                               | 19 52                               | 25 58                               | 31                                  | 04 37                               | 10 43                               | 16 49                               | 25                                  |                                     |                                     |                                     |                                     |                                     |                                     |                                     |                                     |                                     |                                     |                                     |                                     |
| Sábados laborables                                |                                     |                                     |                                     |                                     |                                     |                                     |                                     |                                     |                                     |                                     |                                     |                                     |                                     |                                     |                                     |                                     |                                     |                                     |                                     |                                     |                                     |                                     |                                     |                                     |                                     |                                     |                                     |                                     |                                     |                                     |                                     |                                     |                                     |                                     |                                     |                                     |                                     |                                     |                                     |                                     |                                     |                                     |                                     |                                     |                                     |                                     |
| Madrid (Moncloa) > Las Matas                      | Madrid (Moncloa) > Las Matas        | Madrid (Moncloa) > Las Matas        | Madrid (Moncloa) > Las Matas        | Madrid (Moncloa) > Las Matas        | Madrid (Moncloa) > Las Matas        | Madrid (Moncloa) > Las Matas        | Madrid (Moncloa) > Las Matas        | Madrid (Moncloa) > Las Matas        | Madrid (Moncloa) > Las Matas        | Madrid (Moncloa) > Las Matas        | Madrid (Moncloa) > Las Matas        | Madrid (Moncloa) > Las Matas        | Madrid (Moncloa) > Las Matas        | Madrid (Moncloa) > Las Matas        | Madrid (Moncloa) > Las Matas        | Madrid (Moncloa) > Las Matas        | Madrid (Moncloa) > Las Matas        | Madrid (Moncloa) > Las Matas        | Madrid (Moncloa) > Las Matas        | Madrid (Moncloa) > Las Matas        | Madrid (Moncloa) > Las Matas        | Madrid (Moncloa) > Las Matas        | Madrid (Moncloa) > Las Matas        | Las Matas > Madrid (Moncloa)        | Las Matas > Madrid (Moncloa)        | Las Matas > Madrid (Moncloa)        | Las Matas > Madrid (Moncloa)        | Las Matas > Madrid (Moncloa)        | Las Matas > Madrid (Moncloa)        | Las Matas > Madrid (Moncloa)        | Las Matas > Madrid (Moncloa)        | Las Matas > Madrid (Moncloa)        | Las Matas > Madrid (Moncloa)        | Las Matas > Madrid (Moncloa)        | Las Matas > Madrid (Moncloa)        | Las Matas > Madrid (Moncloa)        | Las Matas > Madrid (Moncloa)        | Las Matas > Madrid (Moncloa)        | Las Matas > Madrid (Moncloa)        | Las Matas > Madrid (Moncloa)        | Las Matas > Madrid (Moncloa)        | Las Matas > Madrid (Moncloa)        | Las Matas > Madrid (Moncloa)        | Las Matas > Madrid (Moncloa)        | Las Matas > Madrid (Moncloa)        | Las Matas > Madrid (Moncloa)        |
| De 07:00 a 18:05 cada 35-45 minutos               | De 07:00 a 18:05 cada 35-45 minutos | De 07:00 a 18:05 cada 35-45 minutos | De 07:00 a 18:05 cada 35-45 minutos | De 07:00 a 18:05 cada 35-45 minutos | De 07:00 a 18:05 cada 35-45 minutos | De 07:00 a 18:05 cada 35-45 minutos | De 07:00 a 18:05 cada 35-45 minutos | De 07:00 a 18:05 cada 35-45 minutos | De 07:00 a 18:05 cada 35-45 minutos | De 07:00 a 18:05 cada 35-45 minutos | De 07:00 a 18:05 cada 35-45 minutos | De 07:00 a 18:05 cada 35-45 minutos | De 07:00 a 18:05 cada 35-45 minutos | De 07:00 a 18:05 cada 35-45 minutos | De 07:00 a 18:05 cada 35-45 minutos | De 07:00 a 18:05 cada 35-45 minutos | De 07:00 a 18:05 cada 35-45 minutos | De 07:00 a 18:05 cada 35-45 minutos | De 07:00 a 18:05 cada 35-45 minutos | De 07:00 a 18:05 cada 35-45 minutos | De 07:00 a 18:05 cada 35-45 minutos | De 07:00 a 18:05 cada 35-45 minutos | De 07:00 a 18:05 cada 35-45 minutos | De 06:50 a 22:30 cada 40-45 minutos | De 06:50 a 22:30 cada 40-45 minutos | De 06:50 a 22:30 cada 40-45 minutos | De 06:50 a 22:30 cada 40-45 minutos | De 06:50 a 22:30 cada 40-45 minutos | De 06:50 a 22:30 cada 40-45 minutos | De 06:50 a 22:30 cada 40-45 minutos | De 06:50 a 22:30 cada 40-45 minutos | De 06:50 a 22:30 cada 40-45 minutos | De 06:50 a 22:30 cada 40-45 minutos | De 06:50 a 22:30 cada 40-45 minutos | De 06:50 a 22:30 cada 40-45 minutos | De 06:50 a 22:30 cada 40-45 minutos | De 06:50 a 22:30 cada 40-45 minutos | De 06:50 a 22:30 cada 40-45 minutos | De 06:50 a 22:30 cada 40-45 minutos | De 06:50 a 22:30 cada 40-45 minutos | De 06:50 a 22:30 cada 40-45 minutos | De 06:50 a 22:30 cada 40-45 minutos | De 06:50 a 22:30 cada 40-45 minutos | De 06:50 a 22:30 cada 40-45 minutos | De 06:50 a 22:30 cada 40-45 minutos | De 06:50 a 22:30 cada 40-45 minutos |
| A 18:55                                           |                                     |                                     |                                     |                                     |                                     |                                     |                                     |                                     |                                     |                                     |                                     |                                     |                                     |                                     |                                     |                                     |                                     |                                     |                                     |                                     |                                     |                                     |                                     | De 06:50 a 22:30 cada 40-45 minutos | De 06:50 a 22:30 cada 40-45 minutos | De 06:50 a 22:30 cada 40-45 minutos | De 06:50 a 22:30 cada 40-45 minutos | De 06:50 a 22:30 cada 40-45 minutos | De 06:50 a 22:30 cada 40-45 minutos | De 06:50 a 22:30 cada 40-45 minutos | De 06:50 a 22:30 cada 40-45 minutos | De 06:50 a 22:30 cada 40-45 minutos | De 06:50 a 22:30 cada 40-45 minutos | De 06:50 a 22:30 cada 40-45 minutos | De 06:50 a 22:30 cada 40-45 minutos | De 06:50 a 22:30 cada 40-45 minutos | De 06:50 a 22:30 cada 40-45 minutos | De 06:50 a 22:30 cada 40-45 minutos | De 06:50 a 22:30 cada 40-45 minutos | De 06:50 a 22:30 cada 40-45 minutos | De 06:50 a 22:30 cada 40-45 minutos | De 06:50 a 22:30 cada 40-45 minutos | De 06:50 a 22:30 cada 40-45 minutos | De 06:50 a 22:30 cada 40-45 minutos | De 06:50 a 22:30 cada 40-45 minutos | De 06:50 a 22:30 cada 40-45 minutos |
| De 19:30 a 23:30 cada 35-45 minutos               |                                     |                                     |                                     |                                     |                                     |                                     |                                     |                                     |                                     |                                     |                                     |                                     |                                     |                                     |                                     |                                     |                                     |                                     |                                     |                                     |                                     |                                     |                                     | De 06:50 a 22:30 cada 40-45 minutos | De 06:50 a 22:30 cada 40-45 minutos | De 06:50 a 22:30 cada 40-45 minutos | De 06:50 a 22:30 cada 40-45 minutos | De 06:50 a 22:30 cada 40-45 minutos | De 06:50 a 22:30 cada 40-45 minutos | De 06:50 a 22:30 cada 40-45 minutos | De 06:50 a 22:30 cada 40-45 minutos | De 06:50 a 22:30 cada 40-45 minutos | De 06:50 a 22:30 cada 40-45 minutos | De 06:50 a 22:30 cada 40-45 minutos | De 06:50 a 22:30 cada 40-45 minutos | De 06:50 a 22:30 cada 40-45 minutos | De 06:50 a 22:30 cada 40-45 minutos | De 06:50 a 22:30 cada 40-45 minutos | De 06:50 a 22:30 cada 40-45 minutos | De 06:50 a 22:30 cada 40-45 minutos | De 06:50 a 22:30 cada 40-45 minutos | De 06:50 a 22:30 cada 40-45 minutos | De 06:50 a 22:30 cada 40-45 minutos | De 06:50 a 22:30 cada 40-45 minutos | De 06:50 a 22:30 cada 40-45 minutos | De 06:50 a 22:30 cada 40-45 minutos |
| Domingos y festivos                               |                                     |                                     |                                     |                                     |                                     |                                     |                                     |                                     |                                     |                                     |                                     |                                     |                                     |                                     |                                     |                                     |                                     |                                     |                                     |                                     |                                     |                                     |                                     |                                     |                                     |                                     |                                     |                                     |                                     |                                     |                                     |                                     |                                     |                                     |                                     |                                     |                                     |                                     |                                     |                                     |                                     |                                     |                                     |                                     |                                     |                                     |
| Madrid (Moncloa) > Las Matas                      | Madrid (Moncloa) > Las Matas        | Madrid (Moncloa) > Las Matas        | Madrid (Moncloa) > Las Matas        | Madrid (Moncloa) > Las Matas        | Madrid (Moncloa) > Las Matas        | Madrid (Moncloa) > Las Matas        | Madrid (Moncloa) > Las Matas        | Madrid (Moncloa) > Las Matas        | Madrid (Moncloa) > Las Matas        | Madrid (Moncloa) > Las Matas        | Madrid (Moncloa) > Las Matas        | Madrid (Moncloa) > Las Matas        | Madrid (Moncloa) > Las Matas        | Madrid (Moncloa) > Las Matas        | Madrid (Moncloa) > Las Matas        | Madrid (Moncloa) > Las Matas        | Madrid (Moncloa) > Las Matas        | Madrid (Moncloa) > Las Matas        | Madrid (Moncloa) > Las Matas        | Madrid (Moncloa) > Las Matas        | Madrid (Moncloa) > Las Matas        | Madrid (Moncloa) > Las Matas        | Madrid (Moncloa) > Las Matas        | Las Matas > Madrid (Moncloa)        | Las Matas > Madrid (Moncloa)        | Las Matas > Madrid (Moncloa)        | Las Matas > Madrid (Moncloa)        | Las Matas > Madrid (Moncloa)        | Las Matas > Madrid (Moncloa)        | Las Matas > Madrid (Moncloa)        | Las Matas > Madrid (Moncloa)        | Las Matas > Madrid (Moncloa)        | Las Matas > Madrid (Moncloa)        | Las Matas > Madrid (Moncloa)        | Las Matas > Madrid (Moncloa)        | Las Matas > Madrid (Moncloa)        | Las Matas > Madrid (Moncloa)        | Las Matas > Madrid (Moncloa)        | Las Matas > Madrid (Moncloa)        | Las Matas > Madrid (Moncloa)        | Las Matas > Madrid (Moncloa)        | Las Matas > Madrid (Moncloa)        | Las Matas > Madrid (Moncloa)        | Las Matas > Madrid (Moncloa)        | Las Matas > Madrid (Moncloa)        | Las Matas > Madrid (Moncloa)        |
| 06                                                | 07                                  | 08                                  | 09                                  | 10                                  | 11                                  | 12                                  | 13                                  | 14                                  | 15                                  | 16                                  | 17                                  | 18                                  | 19                                  | 20                                  | 21                                  | 22                                  | 23                                  |                                     |                                     |                                     |                                     |                                     |                                     | 06                                  | 07                                  | 08                                  | 09                                  | 10                                  | 11                                  | 12                                  | 13                                  | 14                                  | 15                                  | 16                                  | 17                                  | 18                                  | 19                                  | 20                                  | 21                                  | 22                                  |                                     |                                     |                                     |                                     |                                     |                                     |
|                                                   |                                     | 30                                  | 35                                  | 25                                  | 30                                  | 25                                  | 30                                  | 30                                  | 35                                  | 30                                  | 15 55                               | 35                                  | 15                                  | 00 35                               | 15                                  | 15                                  | 18                                  |                                     | 30                                  | 30                                  | 30                                  | 30                                  | 30                                  | 30                                  | 30                                  | 30                                  | 30                                  | 15 55                               | 35                                  | 15 55                               | 35                                  | 15                                  | 15                                  | 15                                  |                                     |                                     |                                     |                                     |                                     |                                     |                                     |                                     |                                     |                                     |                                     |                                     |
| Noches de viernes, sábados y vísperas de festivos |                                     |                                     |                                     |                                     |                                     |                                     |                                     |                                     |                                     |                                     |                                     |                                     |                                     |                                     |                                     |                                     |                                     |                                     |                                     |                                     |                                     |                                     |                                     |                                     |                                     |                                     |                                     |                                     |                                     |                                     |                                     |                                     |                                     |                                     |                                     |                                     |                                     |                                     |                                     |                                     |                                     |                                     |                                     |                                     |                                     |                                     |
| Madrid (Moncloa) > Las Matas                      | Madrid (Moncloa) > Las Matas        | Madrid (Moncloa) > Las Matas        | Madrid (Moncloa) > Las Matas        | Madrid (Moncloa) > Las Matas        | Madrid (Moncloa) > Las Matas        | Madrid (Moncloa) > Las Matas        | Madrid (Moncloa) > Las Matas        | Madrid (Moncloa) > Las Matas        | Madrid (Moncloa) > Las Matas        | Madrid (Moncloa) > Las Matas        | Madrid (Moncloa) > Las Matas        | Madrid (Moncloa) > Las Matas        | Madrid (Moncloa) > Las Matas        | Madrid (Moncloa) > Las Matas        | Madrid (Moncloa) > Las Matas        | Madrid (Moncloa) > Las Matas        | Madrid (Moncloa) > Las Matas        | Madrid (Moncloa) > Las Matas        | Madrid (Moncloa) > Las Matas        | Madrid (Moncloa) > Las Matas        | Madrid (Moncloa) > Las Matas        | Madrid (Moncloa) > Las Matas        | Madrid (Moncloa) > Las Matas        | Las Matas > Madrid (Moncloa)        | Las Matas > Madrid (Moncloa)        | Las Matas > Madrid (Moncloa)        | Las Matas > Madrid (Moncloa)        | Las Matas > Madrid (Moncloa)        | Las Matas > Madrid (Moncloa)        | Las Matas > Madrid (Moncloa)        | Las Matas > Madrid (Moncloa)        | Las Matas > Madrid (Moncloa)        | Las Matas > Madrid (Moncloa)        | Las Matas > Madrid (Moncloa)        | Las Matas > Madrid (Moncloa)        | Las Matas > Madrid (Moncloa)        | Las Matas > Madrid (Moncloa)        | Las Matas > Madrid (Moncloa)        | Las Matas > Madrid (Moncloa)        | Las Matas > Madrid (Moncloa)        | Las Matas > Madrid (Moncloa)        | Las Matas > Madrid (Moncloa)        | Las Matas > Madrid (Moncloa)        | Las Matas > Madrid (Moncloa)        | Las Matas > Madrid (Moncloa)        | Las Matas > Madrid (Moncloa)        |
|                                                   |                                     |                                     |                                     |                                     |                                     |                                     |                                     |                                     |                                     |                                     |                                     |                                     |                                     |                                     |                                     |                                     |                                     |                                     | 01                                  | 02                                  | 03                                  | 04                                  | 05                                  |                                     |                                     |                                     |                                     |                                     |                                     |                                     |                                     |                                     |                                     |                                     |                                     |                                     |                                     |                                     |                                     |                                     |                                     | 00                                  | 01                                  | 02                                  | 03                                  | 04                                  |
| 30                                                |                                     | 30                                  |                                     | 30                                  | 30                                  |                                     | 30                                  |                                     | 30                                  |                                     |                                     |                                     |                                     |                                     |                                     |                                     |                                     |                                     |                                     |                                     |                                     |                                     |                                     |                                     |                                     |                                     |                                     |                                     |                                     |                                     |                                     |                                     |                                     |                                     |                                     |                                     |                                     |                                     |                                     |                                     |                                     |                                     |                                     |                                     |                                     |                                     |

## Recorrido y paradas
NOTA: Las paradas sombreadas en morado se realizan con el carril Bus-VAO abierto, mientras que las sombreadas en azul se realizan cuando circula por el lateral de la A-6.

### Sentido Las Matas
| Código                                                                                   | Parada                                     | Común con                                                                                             | Conexiones con Metro y Cercanías | Municipio | Zona |
| ---------------------------------------------------------------------------------------- | ------------------------------------------ | --- | -------------------------------- | --------- | ---- |
| Terminal de las expediciones diurnas                                                     |                                            | |                                  |           |      |
| 06002                                                                                    | Intercambiador de Moncloa (dársena 4)      | 624A 628                                                                                              | Moncloa                          | Madrid    |      |
| Terminal de la expedición nocturna                                                       |                                            | |                                  |           |      |
| 2419                                                                                     | Moncloa (Ejército del Aire)                | N28 N903 N907                                                                                         | Moncloa                          | Madrid    |      |
| Paradas del itinerario común                                                             |                                            | |                                  |           |      |
| 1332                                                                                     | Escuela Agronómica                         | 83 133 162 164 621 623 624 624A 625 627 628 629 651 652 653 654 655 656 656A 657 658                  |                                  | Madrid    |      |
| 1334                                                                                     | Palacio de La Moncloa                      | 83 133 162 164 621 623 624 624A 625 627 628 629 651 652 653 654 655 656 656A 657 658                  |                                  | Madrid    |      |
| 1338                                                                                     | Veterinaria                                | 83 133 162 164 621 623 624 624A 625 627 628 629 651 652 653 654 655 656 656A 657 658 661 661A 662 664 |                                  | Madrid    |      |
| 06026                                                                                    | Av. Padre Huidobro - Urb. Casaquemada      | 621 623 624 624A 625 627 628 629 661 661A 662 664                                                     |                                  | Madrid    |      |
| 11089                                                                                    | Ctra. El Escorial - Quinta del Sol         | 621 623 624A 625 627 628 629 661                                                                      |                                  | Las Rozas |      |
| 06136                                                                                    | Av. España - Urb. Las Cabañas II           | 561 561A 561B 621 624 626 629                                                                         |                                  | Las Rozas |      |
| 06137                                                                                    | Av. España - Comunidad de Baleares         | 561 561A 561B 621 624 626 629                                                                         |                                  | Las Rozas |      |
| 09334                                                                                    | Av. España - Principado de Asturias        | 561 561A 561B 621 624 626 629                                                                         |                                  | Las Rozas |      |
| 06208                                                                                    | Av. España - Comunidad Castilla-La Mancha  | 561 561A 561B 621 624 626 629                                                                         |                                  | Las Rozas |      |
| 06238                                                                                    | Comunidad Castilla-La Mancha - Burgocentro | 561 561A 561B 626                                                                                     |                                  | Las Rozas |      |
| 06145                                                                                    | Av. Iglesia - Real                         | 561 561A 561B 620 621 623 624 626 1 2                                                                 |                                  | Las Rozas |      |
| 13035                                                                                    | Cta. San Francisco - Pza. Madrid           | 561 561A 561B 620                                                                                     |                                  | Las Rozas |      |
| Las expediciones directas a Las Matas realizan esta parada tras salir del carril Bus-VAO |                                            | |                                  |           |      |
| 13036                                                                                    | Pza. Madrid - Est. Las Rozas               | 621 623 624 626 1 2                                                                                   | Las Rozas                        | Las Rozas |      |
| Paradas del itinerario común                                                             |                                            | |                                  |           |      |
| 20353                                                                                    | Av. Noroeste - Av. Doctor Toledo           | 561 561A 561B 620                                                                                     |                                  | Las Rozas |      |
| 06103                                                                                    | Av. Noroeste - Siete Picos                 | 561 561A 561B 620                                                                                     |                                  | Las Rozas |      |
| 06104                                                                                    | Ctra. A-6 - Urb. Maracaibo                 | 620                                                                                                   |                                  | Las Rozas |      |
| 06105                                                                                    | Ctra. A-6 - ITV                            | 628                                                                                                   |                                  | Las Rozas |      |
| 06106                                                                                    | Ctra. A-6 - Urb. Pinar de Las Rozas        | 628                                                                                                   |                                  | Las Rozas |      |
| 06107                                                                                    | Ctra. A-6 - Est. Pinar                     | 628 629 633 685                                                                                       | Pinar de Las Rozas               | Las Rozas |      |
| 09808                                                                                    | Ctra. A-6 - Talleres Renfe                 | 633 685                                                                                               |                                  | Las Rozas |      |
| 06108                                                                                    | Ctra. A-6 - P.º Tren Talgo                 | 685                                                                                                   |                                  | Las Rozas |      |
| 06109                                                                                    | Ctra. A-6 - Urb. Punta Galea               | 685                                                                                                   |                                  | Las Rozas |      |
| 09804                                                                                    | Ctra. A-6 - Playa de las Américas          | 633 685                                                                                               |                                  | Las Rozas |      |
| 18518                                                                                    | San José Obrero - Museo Ferroviario        | 620                                                                                                   |                                  | Las Rozas |      |
| 18519                                                                                    | Plasencia - Barrio de Renfe                | |                                  | Las Rozas |      |
| 18520                                                                                    | Martín Iriarte - N.º 59                    | |                                  | Las Rozas |      |
| 06117                                                                                    | C.º Garzo - Maestro Turina                 | |                                  | Las Rozas |      |
| 06118                                                                                    | Enrique Granados - C.º Garzo               | |                                  | Las Rozas |      |
| 06119                                                                                    | P.º Los Alemanes - Mirasierra              | |                                  | Las Rozas |      |
| 06120                                                                                    | Pza. Ferrocarril - Est. Las Matas          | 620                                                                                                   | Las Matas                        | Las Rozas |      |
| 06121                                                                                    | Pilar - Francisco Alonso                   | 620                                                                                                   |                                  | Las Rozas |      |
| 12014                                                                                    | Av. Peñascales - San José Pedrosillo       | 620                                                                                                   |                                  | Las Rozas |      |
| 06123                                                                                    | Av. Peñascales - Av. Pardo                 | 620 686 686A                                                                                          |                                  | Las Rozas |      |
| 12953                                                                                    | Av. Rubios - VI                            | 620                                                                                                   |                                  | Las Rozas |      |
| 11514                                                                                    | Av. Rubios - XVII                          | 620                                                                                                   |                                  | Las Rozas |      |
| 18265                                                                                    | Zamora - Poniente                          | 620                                                                                                   |                                  | Las Rozas |      |
| 19351                                                                                    | Zamora - San José del Pedrosillo           | 620                                                                                                   |                                  | Las Rozas |      |
| 18268                                                                                    | Castilla - Juan de Mena                    | 620                                                                                                   |                                  | Las Rozas |      |
| 12012                                                                                    | San José Pedrosillo - Urb. Las Encinas     | 620                                                                                                   |                                  | Las Rozas |      |

### Sentido Madrid
| Código                                                                                                 | Parada                                     | Común con                                                                                                  | Conexiones con Metro y Cercanías | Municipio | Zona |
| --- | ------------------------------------------ | --- | -------------------------------- | --------- | ---- |
| 12011                                                                                                  | San José Pedrosillo - Urb. Las Encinas     | 620 |                                  | Las Rozas |      |
| 18267                                                                                                  | San José Pedrosillo - Juan de Mena         | 620 |                                  | Las Rozas |      |
| 19350                                                                                                  | San José Pedrosillo - Zamora               | 620 |                                  | Las Rozas |      |
| 18155                                                                                                  | Primavera - Poniente                       | 620 |                                  | Las Rozas |      |
| 11513                                                                                                  | Av. Rubios - XVI                           | 620 |                                  | Las Rozas |      |
| 12952                                                                                                  | Av. Rubios - Av. Pardo                     | 620 |                                  | Las Rozas |      |
| 06206                                                                                                  | Av. Peñascales - Av. Pardo                 | 620 686 686A                                                                                               |                                  | Las Rozas |      |
| 12015                                                                                                  | Av. Peñascales - San José Pedrosillo       | 620 |                                  | Las Rozas |      |
| 06113                                                                                                  | Av. Peñascales - Francisco Alonso          | 620 |                                  | Las Rozas |      |
| 06114                                                                                                  | Pza. Ferrocarril - Est. Las Matas          | 620 | Las Matas                        | Las Rozas |      |
| 06115                                                                                                  | San José Obrero - Centro Comercial         | 620 |                                  | Las Rozas |      |
| 09803                                                                                                  | Ctra. A-6 - Playa de las Américas          | 620 625 685 2                                                                                              |                                  | Las Rozas |      |
| 09805                                                                                                  | Ctra. A-6 - Parque Europa Empresarial      | 620 625 633 685 2                                                                                          |                                  | Las Rozas |      |
| 06126                                                                                                  | Ctra. A-6 - Urb. Los Álamos                | 620 625 685 2                                                                                              |                                  | Las Rozas |      |
| 06127                                                                                                  | Ctra. A-6 - Talleres Renfe                 | 685 |                                  | Las Rozas |      |
| 09807                                                                                                  | Ctra. A-6 - Parque Empresarial Las Rozas   | 633 685 |                                  | Las Rozas |      |
| 06128                                                                                                  | Ctra. A-6 - Est. Pinar                     | 628 629 685                                                                                                | Pinar de Las Rozas               | Las Rozas |      |
| 06129                                                                                                  | Ctra. A-6 - Residencia de Ancianos         | 628 |                                  | Las Rozas |      |
| Las expediciones directas desde Pinar de las Rozas hasta Madrid, dejan de realizar paradas desde aquí. |                                            | |                                  |           |      |
| 06130                                                                                                  | María Guerrero - Cº Campo de Tiro          | 620 628 |                                  | Las Rozas |      |
| 06131                                                                                                  | Ctra. A-6 - Urb. Maracaibo                 | 620 |                                  | Las Rozas |      |
| 06132                                                                                                  | Av. Noroeste - Pº Pinar                    | 561 561A 561B 620                                                                                          |                                  | Las Rozas |      |
| 06133                                                                                                  | Av. Doctor Toledo - Colegio                | 561 561A 561B 621 620 623 624 626 1 2                                                                      |                                  | Las Rozas |      |
| 11088                                                                                                  | Av. Constitución - Ayuntamiento            | 561 561A 561B 621 620 623 624 626 1 2                                                                      |                                  | Las Rozas |      |
| 09333                                                                                                  | Comunidad Castilla-La Mancha - Burgocentro | 561 561A 561B 621 624 626 633 1 2                                                                          |                                  | Las Rozas |      |
| 06173                                                                                                  | Comunidad Castilla-La Mancha - Av. España  | 561 561A 561B 626 1 2                                                                                      |                                  | Las Rozas |      |
| 09335                                                                                                  | Av. España - Principado de Asturias        | 561 561A 561B 621 624 626 629                                                                              |                                  | Las Rozas |      |
| 06174                                                                                                  | Av. España - Comunidad de Canarias         | 561 561A 561B 621 624 626 629                                                                              |                                  | Las Rozas |      |
| 06136                                                                                                  | Av. España - Urb. Las Cabañas II           | 561 561A 561B 621 624 626 629                                                                              |                                  | Las Rozas |      |
| 06166                                                                                                  | Ctra. El Escorial - Quinta del Sol         | 621 623 624A 625 627 628 629 631 641 642 643 661                                                           |                                  | Las Rozas |      |
| 11090                                                                                                  | Ctra. M-505 - Cerezales                    | 621 623 624 624A 625 627 628 629 631                                                                       |                                  | Las Rozas |      |
| 06170                                                                                                  | Ctra. A-6 - Colonia Veracruz               | 621 623 624 624A 625 627 628 629                                                                           |                                  | Las Rozas |      |
| 06218                                                                                                  | Ctra. A-6 - Urb. Jardín de Las Avenidas    | 621 623 624 624A 625 627 628 629                                                                           |                                  | Las Rozas |      |
| 06268                                                                                                  | Av. Padre Huidobro - P.º Ermita            | 621 623 624 624A 625 627 628 629 631 635 641 642 643 651 652 653 654 655 656 656A 657 661 661A 662 664 815 |                                  | Madrid    |      |
| 4311                                                                                                   | Padre Huidobro - Carretera de Castilla     | 162 621 623 624 624A 625 627 628 629 651 652 653 654 655 656 656A 657 658                                  |                                  | Madrid    |      |
| 23 | Estadística - Geografía e Historia         | Autobuses interurbanos del Corredor 6                                                                      |                                  | Madrid    |      |
| 1335                                                                                                   | Palacio de La Moncloa                      | Autobuses interurbanos del Corredor 6                                                                      |                                  | Madrid    |      |
| 1333                                                                                                   | Escuela Agronómica                         | Autobuses interurbanos del Corredor 6                                                                      |                                  | Madrid    |      |
| Terminal de las expediciones diurnas                                                                   |                                            | |                                  |           |      |
| 06002                                                                                                  | Intercambiador de Moncloa (dársena 4)      | 624A 628                                                                                                   | Moncloa                          | Madrid    |      |
| Terminal de la expedición nocturna                                                                     |                                            | |                                  |           |      |
| 2419                                                                                                   | Moncloa (Ejército del Aire)                | N28 N903 N907                                                                                              | Moncloa                          | Madrid    |      |

## Galería de imágenes

Mapa de la distribución de dársenas del intercambiador de Moncloa con la distribución de cabeceras de las líneas de autobuses, entre las que aparece la línea 622.